# Abrahamus Andreæ Angermannus
Abrahamus Andreæ Angermannus, även kallad Mäster Abraham eller Abraham Angermannus eller Abraham Andreæ Angermannus, född cirka 1540 i Sidensjö, död i december 1607 på Gripsholms slott, var en svensk ärkebiskop mellan 1593 och 1599.

## Biografi
Efter studier vid Gävle trivialskola och därefter Rostocks universitet blev Angermannus skolmästare och predikant i Stockholm där han kritiserade Johan III och de katolikvänliga i skarpa ordalag, bland annat genom att skicka bittra verser till jesuiten Laurentius Nicolai Norvegus, känd som "Klosterlasse". Denna motsättning gjorde att han förflyttades till Öregrund 1576 som predikant och ställdes under ärkebiskopens särskilda uppsikt. Året efter blev han återigen förflyttad till Saltvik på Åland där han utnämndes till kyrkoherde. Situationen blev dock med tiden omöjlig och efter en tid i fångenskap på Åbo slott tvingades han i landsflykt till Tyskland och levde där i 13 år med hela sitt hushåll rikeligen försörgder af Konung Carl IX, tå warande Hertig af Södermanland . All uppståndelse gav Angermannus ett ganska starkt stöd i Sverige, eftersom han av flera ansågs vara en man med integritet som vågade slåss för vad han trodde på.
När Johan III avled 1592 valdes Angermannus året därpå till ärkebiskop och biskopsvigdes 1594 av Petrus Benedicti.
Valet av Angermannus till ärkebiskop godkändes motvilligt av kung Sigismund, men det blev biskopen av Strängnäs som fick förrätta kröningen. Det var Angermannus som personligen drev igenom kravet att Sigismund skulle acceptera Uppsala mötes beslut och att Sverige skulle befrias från utländskt inflytande. Som ett led i detta företog han med hertig Karls goda minne en visitationsresa genom Sverige 1596–1597, där han med hårda metoder försökte rensa ut allt som inte motsvarade lutherdomens dogmer i de olika församlingarna, vilket innefattade allt från gamla katolska och hedniska traditioner till trolldom och utomäktenskaplig sexualitet; i motsats till de stora häxprocesserna under 1600-talet tycks dock inte Angermannus räfst ha lett till några dödsdomar (se Gunnil från Visingsö).
Protokollen från räfsten i Linköpings stift (som då omfattade Östergötland, Öland och Småland utom Värend, Finnveden och Njudung) finns bevarade i en handskrift som utgavs 1901 av Otto Holmström under namnet Ärkebiskop Abrahams räfst.
Trots denna religiösa tvist stod han med prästeståndet på Sigismunds sida när Karl IX förklarade krig (se kriget mot Sigismund). Detta berodde bland annat på att Karl IX hade förhindrat honom att visitera landets gudstjänster för att kontrollera att en rent evangelisk linje hölls ute i landet, men framför allt på en principiell kungatrohet (avståndstagande gentemot uppror). Denna lojalitet med Sigismund fick till följd att Angermannus sattes i fängelse på Gripsholms slott efter en dom vid riksdagen i Jönköping 1599, då han efterträddes som ärkebiskop av sin motståndare Nicolaus Olai Bothniensis. Han avled där efter åtta år i fängsligt förvar 1607.
Angermannus var gift med Magdalena, en dotter till ärkebiskop Laurentius Petri Nericius.

## Psalmer
- Vak upp, Vak upp i Guds namn
- Ett godt beråd och wälde nr 226 i 1695 års psalmbok under rubriken "Om Guds ord och församling"